# 661
661 (DCLXI) je bilo navadno leto, ki se je po julijanskem koledarju začelo na petek.

## Dogodki
- Ukinitev Rašidunskega kalifata (ustanovljen leta 632)
- Ustanovitev Omajadskega kalifata (ukinjen leta 750)

## Rojstva
- 28. marec - Muavija II. ibn Jezid, tretji kalif Umajadskega kalifata (683 - 684) († 684)

## Smrti
- 29. januar - Ali ibn Abi Talib, imam, zet preroka Mohameda, po verovanju šiitov prvi kalif (* 601)